# 赵宪庚
赵宪庚（1953年11月7日—），山西省忻州市人。凝聚态物理学家、核武器工程专家、中国工程院院士。第十七届、十八届中共中央候补委员，2016年10月被递补為第十八届中央委员。

## 生平
1982年毕业于山西大学物理系，1991年获中国工程物理研究院研究生部理学博士学位。1993年在意大利国际理论物理中心做访问学者，1995年在美国加州大学圣巴巴拉分校理论物理所做访问学者，1995～1996年在美国得克萨斯大学奥斯汀分校物理系做高级访问学者，1999年在瑞典于默奥大学物理系做访问教授。1997年被评为博士生导师、晋升为研究员。1997-2003年任北京应用物理与计算数学研究所研究员、博士生导师、副所长、所长；2003-2007年任中国工程物理研究院研究员、博士生导师、副院长；2002-2007年兼任中国核学会计算物理学会理事长。
2007年8月，任中国工程物理研究院院长。2011年，当选为中国工程院院士。2015年9月，卸任中国工程物理研究院院长一职，转任中国工程院党组成员。2016年3月，媒体报道已任中国工程院副院长、党组成员。2016年10月，在中国共产党第十八届中央委员会第六次全体会议上，被递补為中共第十八届中央委员。2018年2月24日，当选为第十三届全国人大代表。
赵宪庚是禁核试后中国核武器研究的主要学术带头人和技术负责人之一，参与组织、领导并主持完成多项大型实验和国防重大任务，负责理论方案制定、可靠性论证、重大关键技术攻关和决策，对推动在禁核试条件下发展中国核科学技术做出重要贡献。获国家科技进步奖一等奖3项，省部级一等奖3项。